# برونزولو
برونزولو (به ایتالیایی: Bronzolo) یک کومونه در ایتالیا است که در تیرول جنوبی واقع شده‌است. برونزولو ۷٫۴ کیلومتر مربع مساحت و ۲٬۶۵۲ نفر جمعیت دارد و ۲۶۳ متر بالاتر از سطح دریا واقع شده‌است.